# Dr. Dobb's Journal
Dr. Dobb's Journal (DDJ、ドクター・ドブズ・ジャーナル) は、米国でCMP Technology社が刊行していた月刊誌である。DDJ の話題はコンピュータプログラマを対象としており、マイクロコンピュータのハードウェアではなくソフトウェアに焦点を当てた最初の定期刊行物であった。現在ではInformationWeek誌の連載Dr. Dobb's Report とオンラインニュース Dr. Dobb's Portalになっている。

## 歴史

### 起源
マイクロコンピュータの発展は、「革命」という語も使われるほどの（en:Microcomputer revolution）熱気となっていた。Bob Albrecht は、そんな中で発足した有志団体のひとつ People's Computer Company（en:People's Computer Company）の主宰であった。また、Dennis Allison はサンフランシスコ半島で活動するコンピュータのコンサルタントで、スタンフォード大学の講師だったこともあった。
People's Computer Companyは同名の機関紙を発行していた。その3巻4号（Vol. 3, No. 4、1975年3月）の pp. 6, 7で、Bob は Dennis が書いた、簡易なBASICを設計・実装することを提案する記事を掲載した。これは機能を限定することで当時のマイクロコンピュータでも実装可能にし、またその作業も簡単になることを狙ったもので、Tiny BASIC と呼ばれるようになるものの原点である。記事の最後で、Dennis は、Tiny BASIC を実装したコンピューター愛好家に、もし PCC の実装を行ったなら、切手を貼って宛先の書いた封筒を送ってきた者にコピーを配布して欲しいと要請し、「爪先立ちしないで、お互いに肩に乗ろう」と呼びかけた。
機関紙からの発展のような感じで、雑誌が発足した。もともと3号だけをコピーで出版する予定で、題名 Dr. Dobb's Journal of Tiny BASIC Calisthenics & Orthodontia （「Dr. Dobb の Tiny BASIC の美容体操と矯正術」）副題 'Running Light without Overbyte（「overbyteを避けて軽量に動かす」) となっており、Tiny BASIC の実装を配布するためのものであった。この元々の名称は、当時時々 PCC の原稿の貼り付け作業をしていた Eric Bakalinsky がつけたもので、Dobb's とはDennis と Bobを縮めたものであった。当時はメモリが非常に高価だったため、コードを短く書くことが重要で、マイクロコンピュータの愛好家はメモリのバイトを使いすぎ -- overbyte をしないようにする必要があったのである。
切手つきの封筒を送ってきた人たちに最初のコピーが郵送された後、マイクロコンピュータのソフトウェア一般についての定期刊行物として発刊を続けて欲しいという要望がPCC に殺到した。
PCC はこの要望を受け入れて、最初の編集長としてJim Warren を雇った。彼は最初の号が出版される1976年1月より前に、雑誌の名称をDr. Dobb's Journal of Computer Calisthenics…（「Dr. Dobb のコンピュータの美容体操..」）に改めた。

### 初期
Jim Warren はおよそ1年半、DDJ の編集長を務めた。その後、出版社が給与を抑える必要があったこともあり、それぞれ期間も様々に何人も編集者が変わった。何年か後、非営利団体であった PCC は商業的な出版社に DDJ を売却した。
雑誌の内容は、もともとは純粋に愛好家のためのものだった。初期には Tiny BASIC インタプリタが興味の中心だったが、Warren はすぐに他のプログラミングの話題と、（特に初期のマイクロコンピュータに必要だった）コンシューマの強い偏見を採り入れた。内容は全てボランティアが投稿したもので、スティーブ・ウォズニアックは投稿者の中でもよく知られた存在であった。他にも、後に Macintosh の開発リーダーとなるジェフ・ラスキンや、マイクロコンピュータ用の最初のディスクオペレーティングシステムを開発したゲイリー・キルドールなどがいた。キルドールのオペレーティングシステムは CP/M(control program/monitor, 制御プログラム/モニタ)と呼ばれ、後にシアトル・コンピュータ・プロダクツ(SCP)社がキルドールに使用料を払うことを避けるために模造品の86-DOS(QDOS)を作成した。この86-DOSが、やがて Microsoft の MS-DOS オペレーティングシステムの基礎となるのである。
初期にリスティングが掲載されたことでよく知られるのは、以下のようなプログラムである。
- Tiny BASIC
  - Palo Alto Tiny BASIC（作者は リーチェン・ワン ）、後にGNUの旗印となるCopyleftという単語の初出としても知られる。
  - など
- Ron Cain の Small-C コンパイラ

1985年3月の10巻3号には、リチャード・ストールマンの自由ソフトウェア運動への参加を呼びかけるGNU宣言が掲載された。

### 最近の状況
近年は、世界中のアプリケーション開発者や組み込みシステムの開発者からあらゆるプログラミング言語とプラットフォームについての投稿が寄せられ、よりプロ向けに焦点が置かれるようになった。コラムニストには、Michael Swaine やペンネームVerity Stobというイギリスのプログラマがいる。
雑誌の名称は Dr. Dobb's Journalになり、人気を呼んだ後 Dr. Dobb's Software Tools となった。
後に Dr. Dobb's Journalに戻り、"The World of Software Development"という副題がつけられた。
また DDJ の名前が、雑誌の Web サイトにも使用された。Web サイトはマルチメディア企業United Business Media社のThink Services 部門が運営していた。
2009 年 1月、編集者の Jonathan Erickson が、雑誌が InformationWeek 誌のDr Dobb's Report.というコーナーになることを発表し、

購読者への正式な発表が 2009 年 2 月に郵送された。

残念ですが、Dr. Dobb's Journal は、単独の月刊誌としての発行を 2009年2月号で取りやめることになりました。
読者の皆様が Dr. Dobb's Journal に期待される質の高い記事は、
姉妹紙で継続して参ります。InformationWeek が、
Dr. Dobb's Report を月に一度掲載するようになります。